# Distrito de Pujehun
El distrito de Pujehun es uno de los doce distritos de Sierra Leona y uno de los cuatro de la provincia del Sur. Cubre un área de 4.105 km² y albergaba una población de 234.234 personas en 2004. La capital es Sulima.

## Municipios con población en diciembre de 2015
- Barri 36,905
- Galliness Perri 54,691
- Kpaka 16,468
- Makpele 31,080
- Malen 49,263
- Mono Sakrim 12,893
- Panga Kabonde 49,340
- Panga Krim 8,969
- Pejeh 13,600
- Soro Gbema 42,292
- Sowa 17,136
- Yakemu Kpukumu 13,824

- Datos: Q927464